# BBC Japan
Ne doit pas être confondu avec Biwako Broadcasting.
BBC Japan était une chaîne de télévision japonaise de la BBC, créée en décembre 2004, et disparue en avril 2006, son fonctionnement était assez semblable au fonctionnement de BBC Prime (Désormais BBC Entertainment).

## Présentation et début de la chaîne
Disponible via satellite au Japon, elle était émise depuis les studios de la BBC à Tokyo par l'émetteur japonais JMC, qui annoncera la clôture de la chaîne fin 2002.
De format similaire à BBC Prime (désormais BBC Entertainment), BBC Japan diffusa des programmes comme Blackadder et L'Hôtel en folie (Fawlty Towers), avec des sous-titres en japonais.
La chaîne est lancée le 1er décembre 2004, avec l'ambition de diffuser, auprès du public japonais, des programmes britanniques, en version originale sous-titrée en japonais, tels que les séries télévisées La Vipère noire et The Vicar of Dibley.

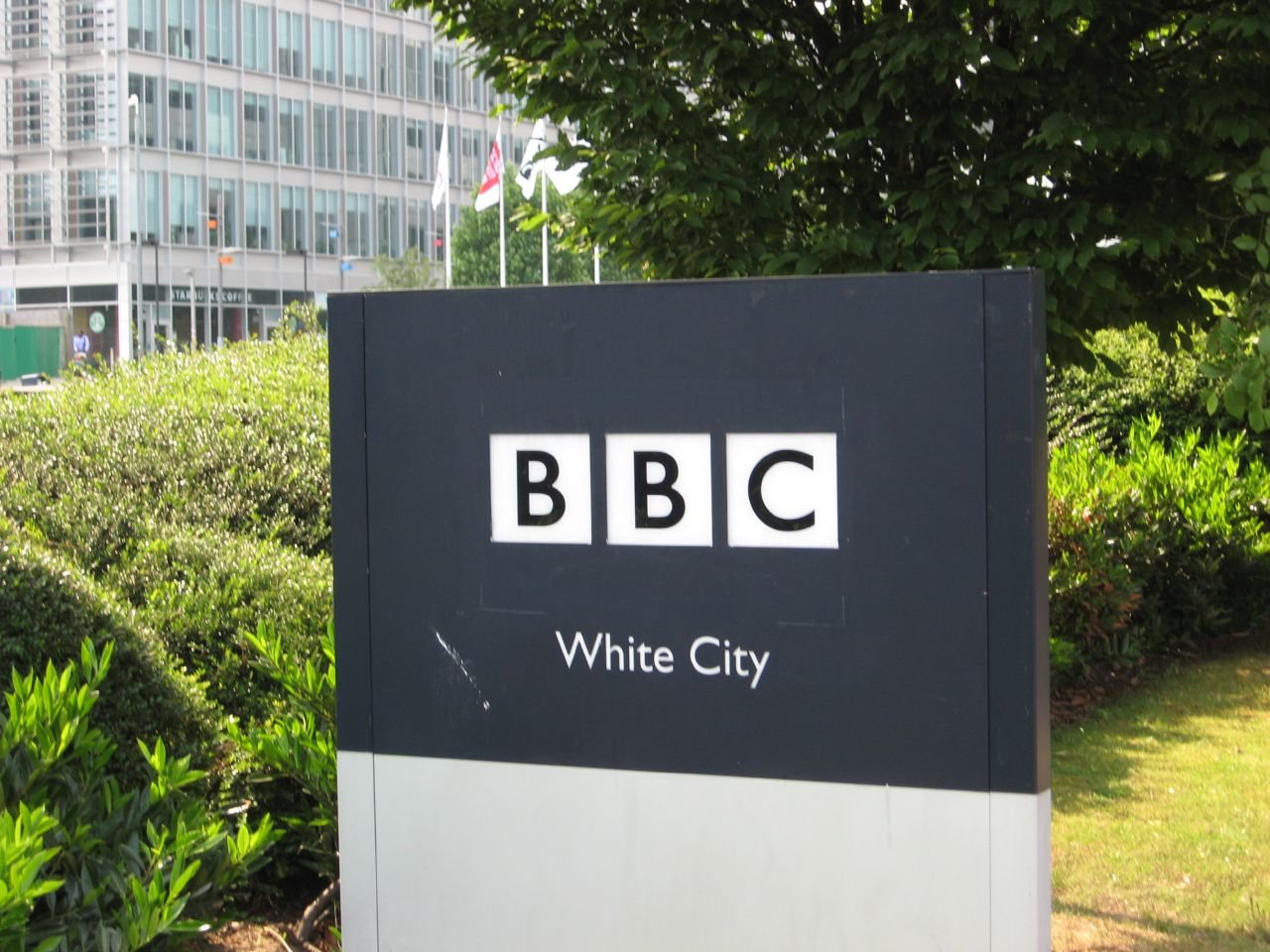
Logo de la BBC à White City.

## Disparition
Le 20 mars 2006, la BBC annonce que l'émetteur JMC « ne pouvait désormais plus avoir l'honneur d'émettre la chaîne BBC Japan pour raisons financières ». La chaîne cesse alors d'émettre le 30 avril suivant.